# Nyakwezi
Nyakwezi är ett vattendrag i Burundi.   Det ligger i provinsen Gitega, i den centrala delen av landet, 60 km sydost om huvudstaden Bujumbura.
I omgivningarna runt Nyakwezi växer huvudsakligen savannskog. Runt Nyakwezi är det ganska tätbefolkat, med 230 invånare per kvadratkilometer.